# 1800年1月1日の海戦
1800年1月1日の海戦（1800ねん1がつついたちのかいせん、英: Action of 1 January 1800）は、擬似戦争中に、現在のハイチの海岸沖、レオガン湾のゴナーブ島の近くで起きた海戦である。アメリカ側は4隻の商船を護送するアメリカ海軍のスクーナーUSSイクスペリメントの船団であり、対戦したのはピカルーン（海賊）と呼ばれたハイチ人の乗った武装バージの戦隊だった。
フランスと同盟するハイチの将軍アンドレ・リゴーは、その行動範囲に入ってくる全ての外国船を攻撃するよう、その部隊に指示していた。USSイクスペリメントとその護送船団がゴナーブ島に接近してきたとき、ピカルーンがこれを攻撃し、商船2隻を捕獲した後に撤退した。アメリカ側ではスクーナーメアリーの船長が殺された。この戦闘中にピカルーン側は大きな損失を出したが、その地域に入ってくるアメリカ船に混乱を起こし続けるだけの強さは保った。1791年ハイチ革命の指導者トゥーサン・ルーヴェルチュールの軍隊によってリゴーが権力の座を追われて、初めてピカルーンは攻撃を止めた。

## 背景
1791年、ハイチ革命により、当時サン＝ドマングと呼ばれたフランス領植民地で奴隷の反乱が成功し、地元民が政府の支配権を奪った。フランス植民地支配層の排除には成功したが、植民地支配権を握った様々な政治的派閥が抗争し、その間で戦闘状態になった。1800年までに、フランス寄りのアンドレ・リゴーと、自治を主張するトゥーサン・ルーヴェルチュールの間で「ナイフの戦争」が本格的なものとなり、サン＝ドマングは2つに分かれた。リゴーはサン＝ドマングの南部を支配し、ルーヴェルチュールが残りを支配した。リゴーの軍隊は物資を必要としており、通り過ぎるフランス以外の船を全て攻撃した。
ナイフの戦争と同時期に、アメリカ合衆国とフランスは擬似戦争の一部として、カリブ海で限定的海上戦争を戦っていた。1799年12月下旬、アメリカの武装スクーナーUSSイクスペリメントは、ブリッグのダニエル・アンド・メアリー、スクーナーのシーフラワー、メアリー、ワシントンの船団がフランスの私掠船に捕獲されないよう、護送していた。1800年1月1日、現在のハイチ、ゴナーブ島北側の沖、レオガン湾で、凪のために動けなくなっていた。リゴーはこの船団が止まったことを確認し、それを攻撃して捕獲するために11隻の武装バージを送った。
アメリカ商船の乗組員は小さな武器を持っているだけだったが、護衛艦であるイクスペリメントは強力な艦だった。ウィリアム・マレーが指揮し、排水量135トン、6ポンド砲12門を装備し、乗組員数は70人だった。これに対するリゴーの部隊は11隻のバージであり、小さなものには40人ないし50人、大きなものでは60人ないし70人が乗り込んでいた。これらのバージは主に手漕ぎであり、各艦26本のオールがあった。それぞれに旋回砲や4ポンド砲を組み合わせて装備し、1艦あたりは2門ないし3門あって、小火器も持っていた。この攻撃に向かったバージに加えて、援軍が必要な場合には招集できるバージや人員が近くにいた。全体では37隻のバージと1,500人の人員がリゴーの直接指揮下にあったが、アメリカ側はこの攻撃の間もそのことを知らなかった。リゴーのバージの1つ1つはそれほどの脅威ではなかったが、集団で襲ってきた場合、アメリカ艦に乗り移ることでアメリカの戦力を圧倒し捕獲が可能だった。

## 海戦

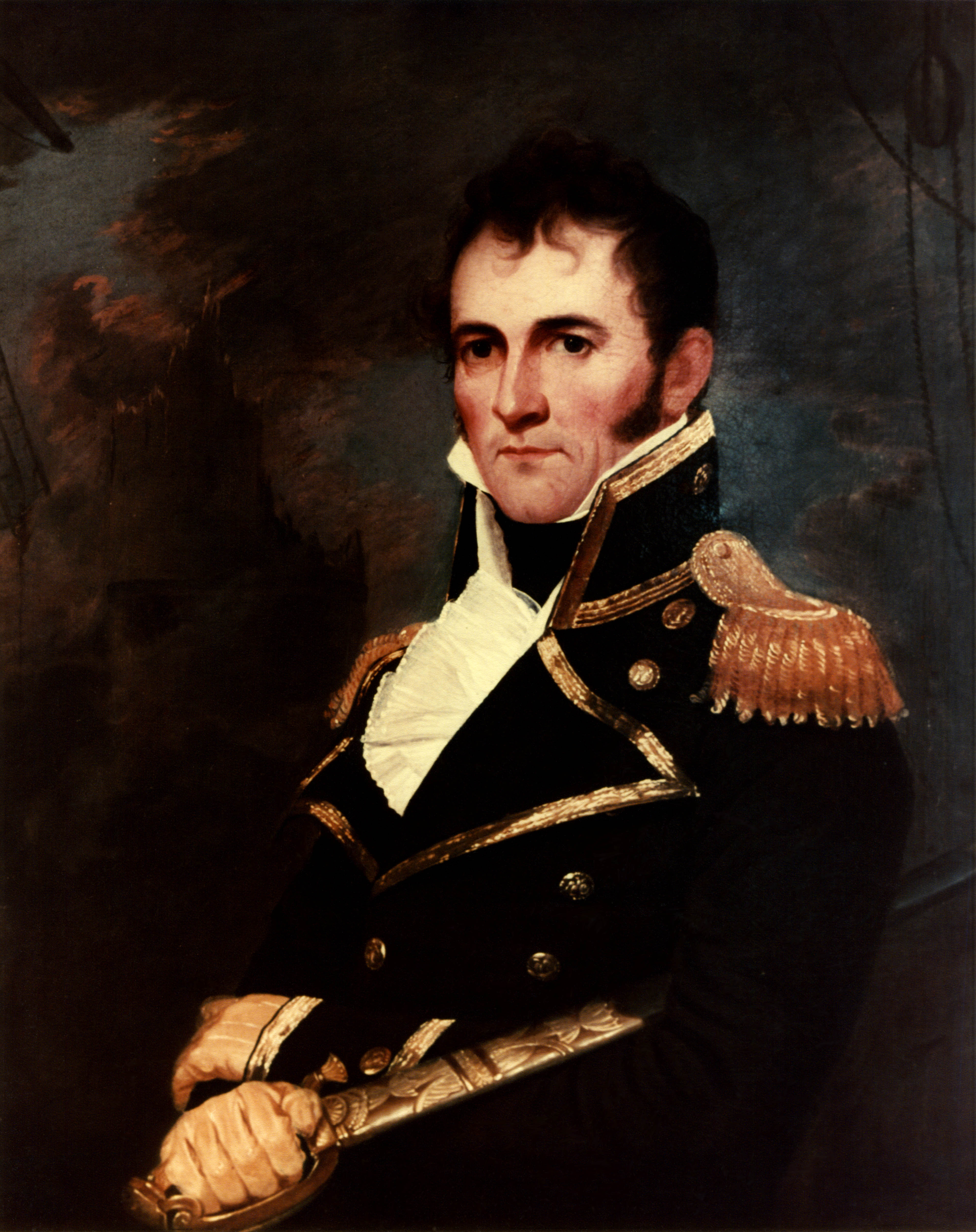
デイビッド・ポーター代将
ジョン・トランブル画

イクスペリメントは砲門を閉じたまま商船の近くにおり、一方ハイチ側は5艦全てに乗り移って捕獲するつもりで船団に接近していった。ハイチのバージがマスケット銃の射程に入ると、アメリカ艦に向かって射撃を開始し、これにイクスペリメントが反撃した。イクスペリメントが放ったブドウ弾がハイチのバージに大混乱を起こし、後退を強いられた。ハイチ側は30分間アメリカの船団に対して抵抗したが、その後近くのゴナーブ島の浜に向かって負傷者を陸に揚げ、補強を集めた。新しいバージ3隻に新しい乗組員を加え、ハイチ側は再度アメリカ船団への攻撃を掛けてきた。彼等はバージ4隻ごとに3つの戦隊に分け、イクスペリメントへの攻撃に向かった。前衛と中央の戦隊がイクスペリメントの両側に向かい、後衛の戦隊がイクスペリメントの船尾に向かった。イクスペリメントは戦闘が中断された間に、ハイチ側からの次の攻撃に備え、マスケット銃手を守備的配置に付かせ、主たる大砲には弾を装填し、舷側のネットは巻き上げた。こうしてハイチ側が再度攻撃してきたときに、その乗り移りを防止する備えが出来ていた。
3時間にわたってイクスペリメントはバージと戦い、2隻を沈め、乗員の多くを殺害していた。この間に2隻のバージが、イクスペリメントからは離れて商船を攻撃した。これらのバージはイクスペリメントから見てスクーナーのメアリーの背後に回りこんで自らを守ることのできる位置にあった。ハイチ人はメアリーに乗り移って船長を殺した。メアリーの乗組員の多くが海に飛び込み、他の者は船倉に隠れた。2隻目のバージがダニエル・アンド・メアリーを奪おうとしたが、イクスペリメントからの砲撃で沈められた。ハイチ人がメアリーに乗り移ってしまうと、イクスペリメントはメアリーに向かってブドウ弾を放ち、ハイチ人を追い出した。
ハイチ側の全戦隊が再度ゴナーブ島に撤退し、負傷者と新しい者とを入れ替えた。ハイチ側はダニエル・アンド・メアリーとワシントンがアメリカ船団から離れて行っているのを見て、これらに対する攻撃に掛かった。この両船はイクスペリメントの大砲による保護範囲から遠く離れてしまったので、乗組員や乗客は船を捨ててイクスペリメントに移った。ハイチ人がこれら両船に乗り移って略奪し、イクスペリメントからさらに遠い場所に移した。イクスペリメントはバージに近付いて大砲で攻撃しようとしたが、追撃はできず、2隻のバージは本隊から離れて、隙あらばメアリーとシーフラワーを奪える位置に付いていた。最終的にアメリカ船団はレオガンに辿り着き、アメリカの領事によって面倒を見られることになった。

## 戦闘の後
イクスペリメントは船団の2隻を守ることが出来たが、他の2隻は海賊に奪われた。アメリカ側ではスクーナーメアリーの船長が殺されただけだった。また負傷者は2人だった。1人は文民であり、もう1人はイクスペリメントの副指揮官デイビッド・ポーターであり、戦闘中に腕を撃たれていた。ハイチ側はバージ2隻を失い、多くの人的損失もあった。リゴーの海賊はこの年の後半もアメリカ船を襲って嫌がらせを続けたが、ナイフの戦争の終結によってリゴーはサンドマングから追い出された。リゴーはグアドループに逃亡した後、スクーナーのダイアンでフランスに向かったが、1800年10月1日にイクスペリメントがその行く手を塞ぎ、リゴーを捕獲してセントキッツに連れて行った。
この戦闘はアメリカ合衆国内で議論を呼んだ、士官数人の報告ではイクスペリメントの指揮官マレー大尉が戦闘中に臆病だったということを示唆していた。ポーター大尉は、マレーが海賊の到着直後に海賊に降伏しようとしていたと述べていた。船団を攻撃してきたフランス寄りハイチ人の数が圧倒的なものだったので、マレーは状況が絶望的だと考え、軍艦旗を卸そうとしたとされている。
士官の報告書では、ポーターが自身の判断でマレーの敗北主義を無視して、乗組員に戦うよう催促したことでイクスペリメントと船団を救ったと述べて、ポーターを褒めていた。別のアメリカ軍士官、例えばレオガンのアメリカ領事は、ポーターのマレーに対する告発を否定し、マレーの勇敢さを褒めていた。マレーに対して軍法会議が開かれる恐れがあったが、結局この件に関しては正式な告発が無かった。1800年7月16日、マレーはイクスペリメントの指揮官を退任し、チャールズ・ステュワートが後を継いだ。この海戦のことはマレーの退役までついて回ることになった。